# Municipio de Leval
El municipio de Leval (en inglés: Leval Township) es un municipio ubicado en el condado de Nelson en el estado estadounidense de Dakota del Norte. En el año 2010 tenía una población de 29 habitantes y una densidad poblacional de 0,31 personas por km².

## Geografía
El municipio de Leval se encuentra ubicado en las coordenadas 47°53′23″N 98°27′42″O / 47.88972, -98.46167. Según la Oficina del Censo de los Estados Unidos, el municipio tiene una superficie total de 92.9 km², de la cual 82,3 km² corresponden a tierra firme y (11,41 %) 10,6 km² es agua.

## Demografía
Según el censo de 2010, había 29 personas residiendo en el municipio de Leval. La densidad de población era de 0,31 hab./km². De los 29 habitantes, el municipio de Leval estaba compuesto por el 100 % blancos. Del total de la población el 0 % eran hispanos o latinos de cualquier raza.